# Waldhof (Iphofen)
Waldhof (auch Schnackenbacher-Hof genannt; mainfränkisch: Woldhouf) ist ein Gemeindeteil der Stadt Iphofen im unterfränkischen Landkreis Kitzingen. Waldhof liegt in der Gemarkung Hellmitzheim.

## Geografische Lage
Die Einöde liegt im Osten des Iphöfer Gemeindegebiets an einem unbenannten Bibartzufluss. Nördlich befindet sich ein ausgedehntes Waldgebiet, ein Teil des erweiterten Iphöfer Stadtwaldes mit den Wüstungen Mönchshütte und Schnackenbach. Ein Wirtschaftsweg führt zur Bundesstraße 8 (0,2 km südwestlich) bzw. am Bruckhof vorbei zur Bundesstraße 286 (1,4 km nordöstlich).

## Geschichte
Waldhof ist einer der jüngeren Orte im Landkreis Kitzingen. Den Namen erhielt der Hof von seinem Erbauer, während im Volksmund noch längere Zeit der Name Schnackenbach von der ehemaligen Henkerswohnung in der Nähe geläufig war. Im Jahr 1809 errichtete die Standesherrschaft der Grafen von Rechteren-Limpurg den Waldhof als landwirtschaftliches Anwesen. Noch 1818 nannte man die Anlage auch Schnackenbacher-Hof.
Mit dem Gemeindeedikt (frühes 19. Jahrhundert) wurde Waldhof dem Steuerdistrikt Hellmitzheim und der Ruralgemeinde Hellmitzheim zugeordnet. Im Zuge der Gebietsreform in Bayern wurde Waldhof am 1. Januar 1972 nach Iphofen eingegliedert.

### Baudenkmäler
- Gutshaus mit Bauernhaus, Fachwerkscheune und Schafstall[10]

### Einwohnerentwicklung
| Jahr      | 001818 | 001840 | 001861 | 001871 | 001885 | 001900 | 001925 | 001950 | 001961 | 001970 | 001987 |
| Einwohner | 12     | 9      | 19     | 14     | 11     | 10     | 11     | 17     | 11     | 8      | 12     |
| Häuser    | 1      | 1      |        |        | 1      | 1      | 1      | 1      | 3      |        | 3      |
| Quelle    | [ 7 ]  | [ 12 ] | [ 13 ] | [ 14 ] | [ 15 ] | [ 16 ] | [ 17 ] | [ 18 ] | [ 19 ] | [ 20 ] | [ 1 ]  |

## Religion
Waldhof ist evangelisch-lutherisch geprägt und bis heute nach Hellmitzheim gepfarrt.